# Чехи (Великопольське воєводство)
Чехи (пол. Czechy) — село в Польщі, у гміні Клецько Гнезненського повіту Великопольського воєводства.
Населення — 112 осіб (2011).
У 1975-1998 роках село належало до Познанського воєводства.

## Демографія
Демографічна структура станом на 31 березня 2011 року:
|          | Загалом | Допрацездатний вік | Працездатний вік | Постпрацездатний вік |
| -------- | ------- | ------------------ | ---------------- | -------------------- |
| Чоловіки | 61      | 14                 | 44               | 3                    |
| Жінки    | 51      | 14                 | 29               | 8                    |
| Разом    | 112     | 28                 | 73               | 11                   |